# Kronika Grunaua
Kronika Grunaua – kronika napisana w latach 1517-1526 przez dominikanina - Szymona Grunaua. 
Dzieło, będące pierwszą historią Prus, powstało prawdopodobnie w Elblągu, ale podstawą do jego napisania były wcześniejsze kroniki gdańskie, krzyżackie, dzieła Macieja Miechowity oraz prace Piusa II. Kronika odznacza się poważną tendencją antykrzyżacką oraz antyreformacyjną, a także nosi wiele cech literatury propagującej idee zakonów żebrzących. Grunau bardzo swobodnie podchodził do źródeł, jak również przeplatał fakty historyczne z opowieściami fantastycznymi i anegdotami. Dzieło zostało przyswojone dziejopisarstwu gdańskiemu przez Bartłomieja Wartzmanna, który w swojej kronice, napisanej w latach 1543-1554, połączył wątki Grunaua i te zawarte w Księdze Ferbera.